# Gastronomía de Jamaica
La gastronomía de Jamaica es un conjunto de técnicas culinarias, sabores, especias de los indígenas de la isla de Jamaica y las influencias de españoles, irlandeses, británicos, portugués, francés, africanos, indios y chinos que han habitado la isla. También está influenciado por los cultivos introducidos en la isla desde el Sudeste Asiático tropical, Mesoamérica y otras regiones. La cocina jamaicana incluye varios platos de diferentes culturas traídos a la isla con la llegada de personas de otros lugares. Otros platos son novedosos o una fusión de técnicas y tradiciones. Además de los ingredientes que son nativos de Jamaica, se han introducido muchos alimentos y ahora se cultivan localmente, entre los que se encuentran una amplia variedad de mariscos, frutas tropicales y carnes.
Algunos platos de la cocina jamaicana son variaciones de la cocina y los estilos de cocina traídos a la isla desde otros lugares. Estos a menudo se modifican para incorporar productos locales. Otros son novedosos y se han desarrollado localmente. Los platos jamaicanos más populares incluyen cabra al curry, dumplings fritos y akí y bacalao. Los pattys jamaicanos (empanadas) y varios pasteles y panes también son populares, así como las bebidas de frutas y el ron jamaicano.
La cocina jamaicana se ha extendido con las emigraciones, especialmente durante el siglo XX, desde la isla a otras naciones, ya que los jamaicanos han buscado oportunidades económicas en otras áreas.

## Historia

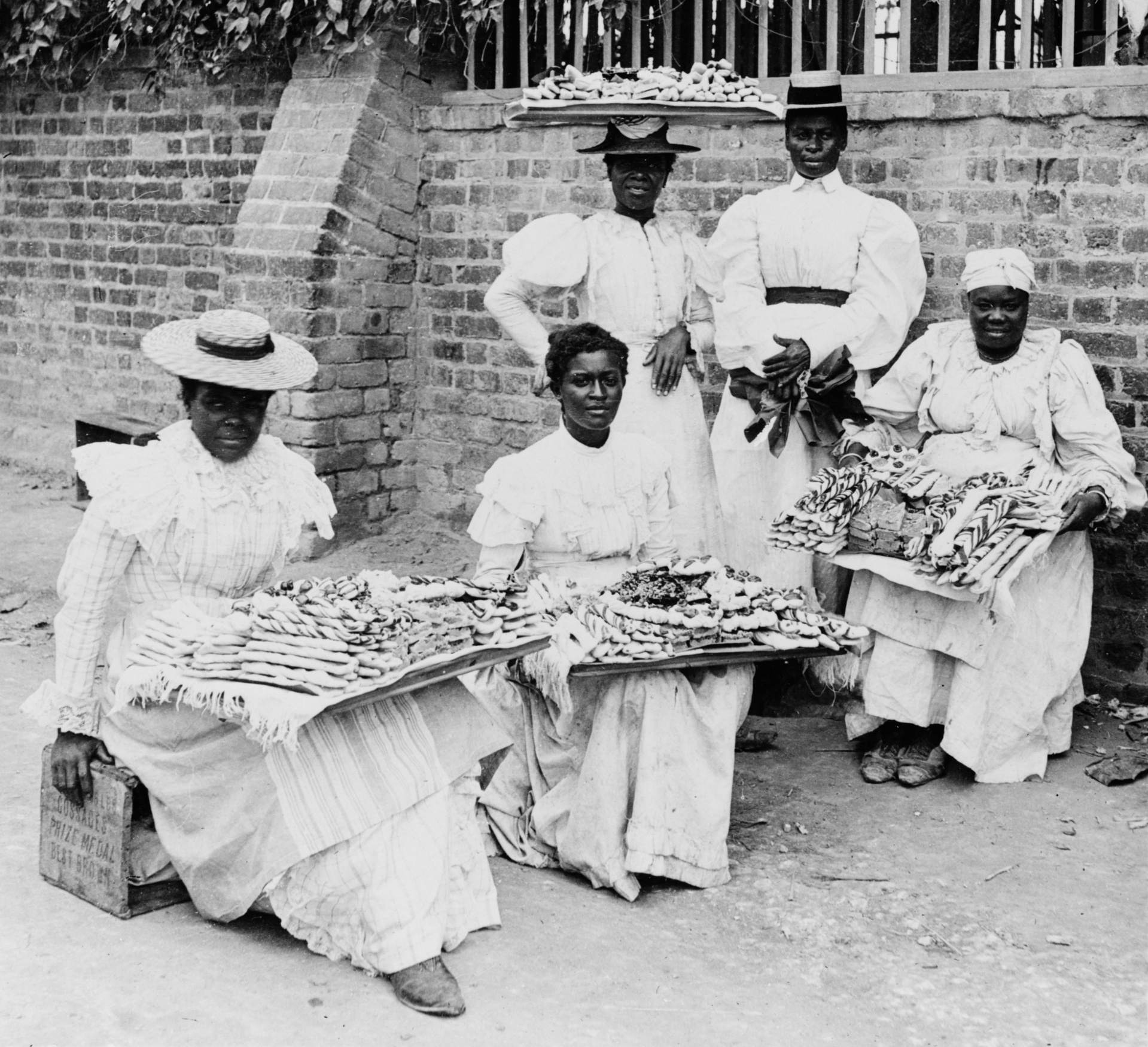
Mujeres vendiendo postres en Kingston, Jamaica (1899).

### Desarrollo de la cocina
Los españoles, los primeros europeos que llegaron a la isla, contribuyeron con platos como el pescado en vinagre (escabeche español) aportado por los judíos españoles. Más tarde, las influencias de Cornualles desarrollaron la empanada jamaicana (patty), rellena de carne especiada. La gastronomía africana se desarrolló en la isla como resultado de las oleadas de esclavitud introducidas por las potencias europeas. También se pueden encontrar más influencias chinas e indias orientales en la cocina jamaicana, como resultado de los trabajadores contratados que reemplazaron a los esclavos después de que la emancipación de los esclavos, que trajeron sus propios talentos culinarios (especialmente el curry, que los chefs jamaicanos a veces usan para sazonar la carne de cabra entre otras).

### Gastronomía jamaicana y rastafarismo
La gastronomía jamaicana incluye influencias rastafaris. Los rastafaris tienen un enfoque vegetariano para preparar comida, cocinar y comer, y han introducido una variedad de platos vegetarianos únicos en la cocina jamaicana. No comen carne de cerdo, y los estrictos no comen carne, incluidos aves de corral y pescado. Incluso hay algunos que cocinan con poca o ninguna sal, en una forma de ital (dieta rastafari).

## Ingredientes
- Acerola
- Akí

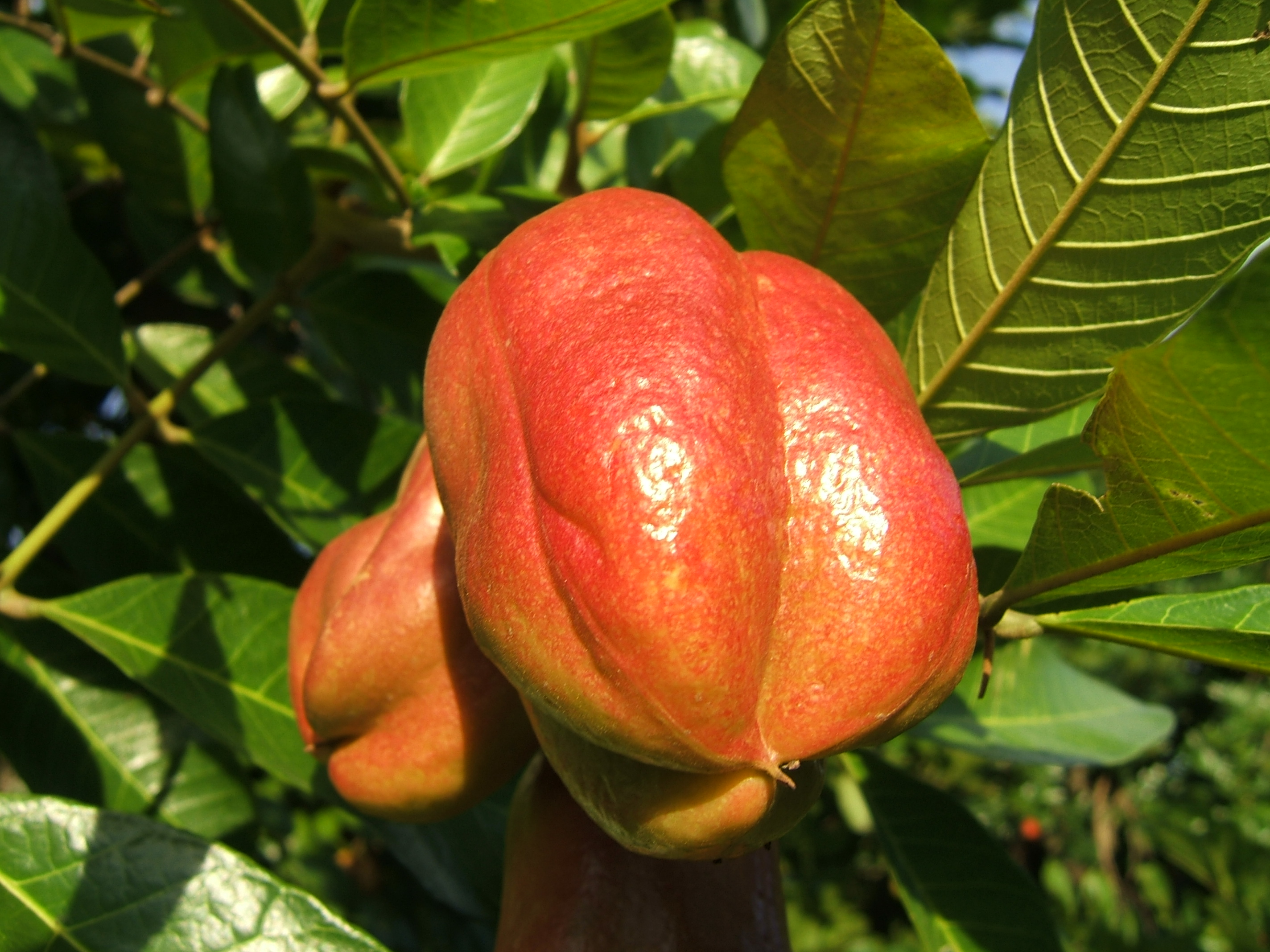
Fruta akí.

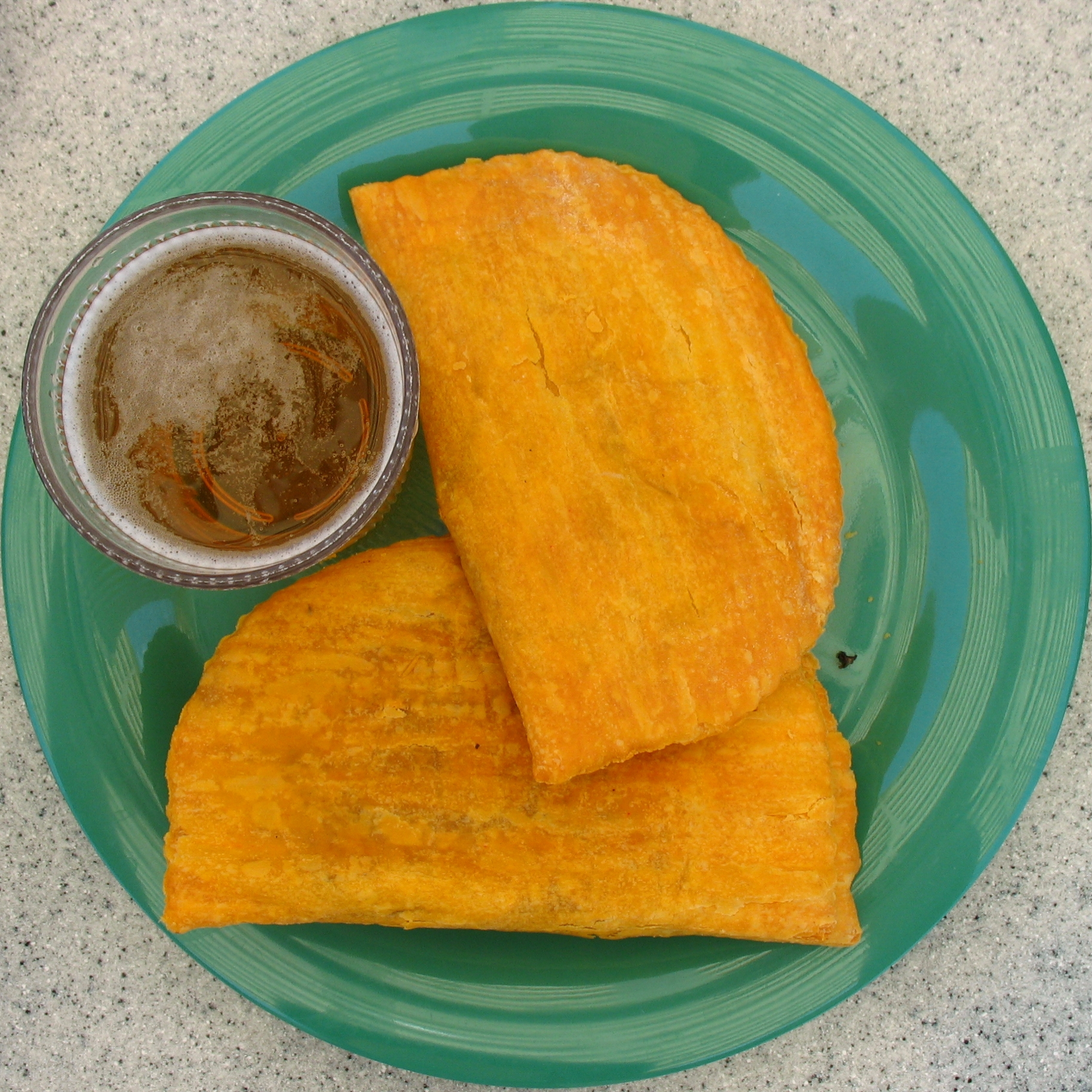
Patty con cerveza.

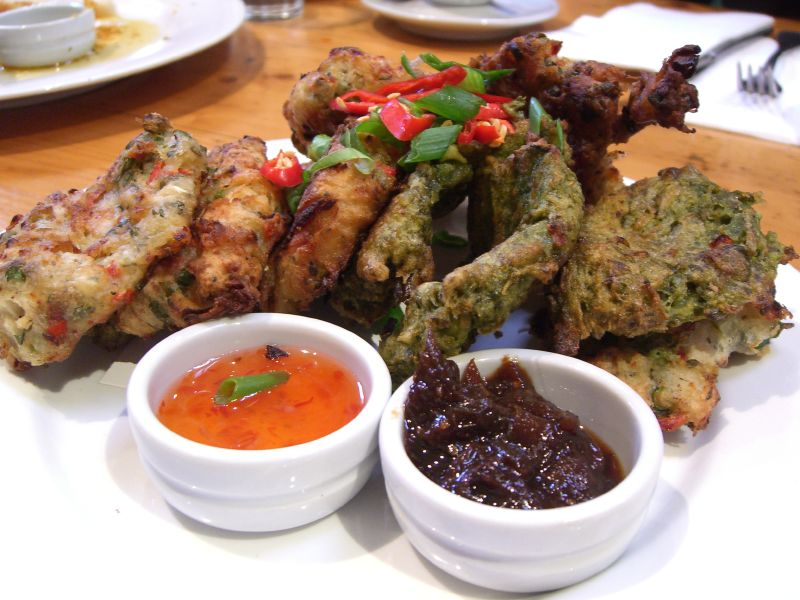
Stamp and Go y buñuelos de calalou.

- Pimienta de Jamaica (Allspice o pimento)
- Achiote (Anatto)
- Aguacate (pear)
- Banana
- Pimienta negra
- Boniato
- Frutipán
- Browning sauce
- Calabaza
- Calalou (callaloo)
- Yuca (cassava)
- Chayote
- Garbanzos
- Musgo de Irlanda (Irish moss)
- Leche de coco
- Coco
- Carne de vacuno
- Bacalao en salazón (salt fish)
- Cebolleta (escallion)
- Ajo
- Jengibre
- Plátano macho
- Guayaba (guava)
- Nanjea
- Especias jerk
- Ketchup
- Frijol kidney (kidney bean)
- garrofón (Lima bean)
- Pomarrosa (otaheite apple)
- Cebolla
- Rabo de venado
- Fruta de la pasión
- Carne de cerdo
- Guandú (gungu bean)
- Piña
- Plátano verde
- Flor de Jamaica (sorrel)
- Corned beef o salt beef
- Cebolla de primavera (scallion)
- Pimiento del Caribe (Scotch bonnet)
- Guanábana (soursop)
- Caña de azúcar
- Ambarela (June plum)
- Tamarindo
- Taro (dasheen o coco)
- Tomillo
- Vinagres
- Ñame

## Platos

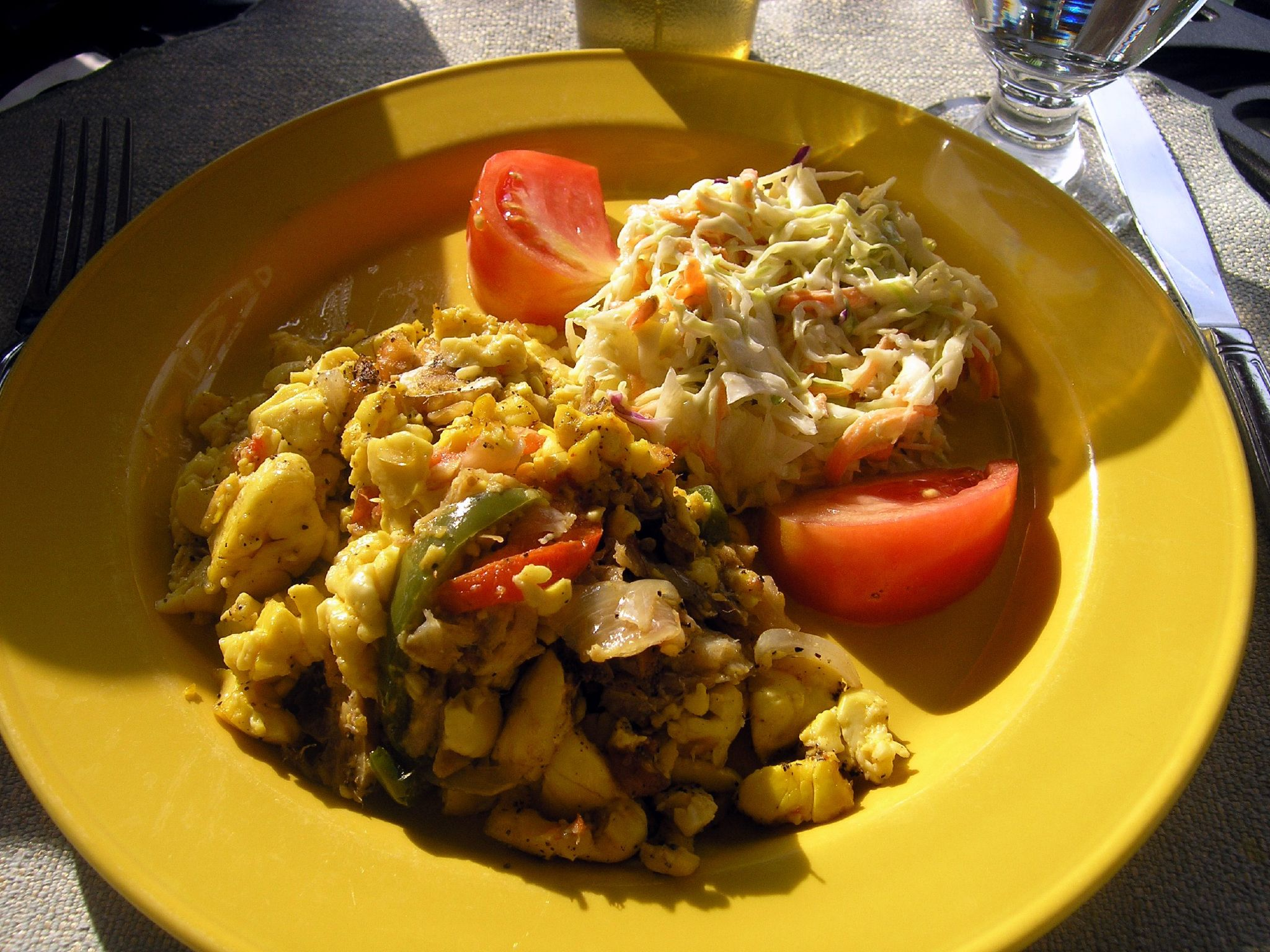
Akí con bacalao.

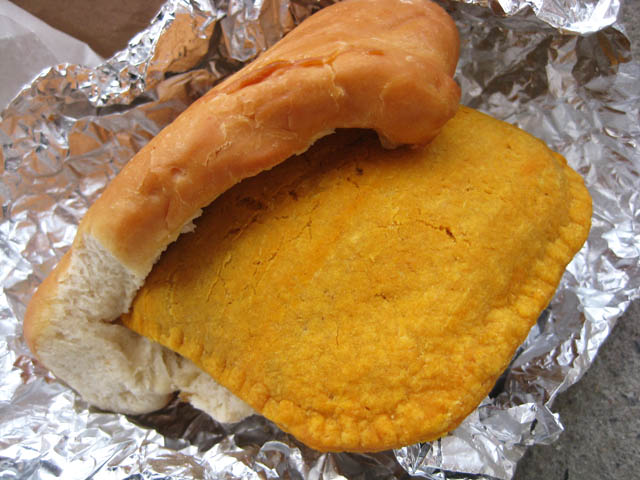
Un patty envuelto en pan de coco.

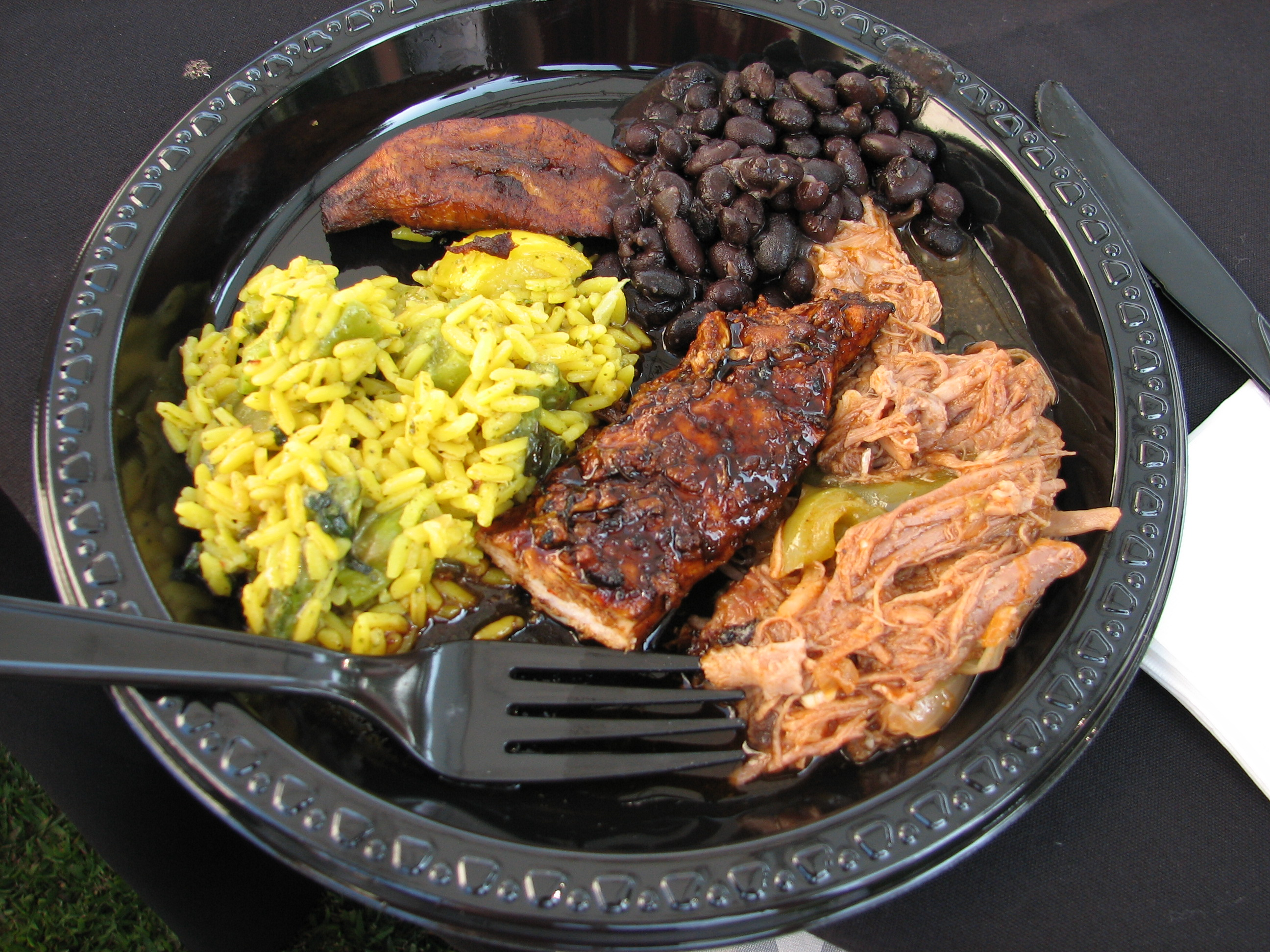
Plato con frijoles negros, carne deshebrada, pollo a la brasa, arroz y plátano.

Un desayuno jamaicano incluye akí y pescado salado, calalou, plátanos verdes hervidos y dumplings fritos.

### Platos principales
- Akí y bacalao
- Pollo de estofado del Brown
- Corned beef
- Cabra al curry
- Pollo al curry
- Pescado escoveitch (similar al escabeche español)
- Pattys jamaicanos (de ternera, pollo, verduras o pescado en salazón)
- Pollo o cerdo estilo jerk
- Rabo de buey con habas
- Pescado en salazón con repollo o calalou
- Pescado al vapor
- Estofado de pescado
- Pie de vaca y habas
- Estofado de ternera
- Estofado de cerdo
- Chuletas de cerdo
- Run down (caballa salada y leche o crema de coco)
- Ital Stew (estofado de verduras y frijoles especiados)

### Sopas
- Té de pescado (fish tea)
- Mannish water (sopa de Cabra)
- Sopa de guisantes rojos
- Sopa de calabaza
- Sopa de guisantes gungos
- Sopa de pollo

### Guarniciones
- Col
- Calalou
- Festival: dumplings hervidos de masa de maíz frito dulce al estilo jamaicano
- Okra
- Sopa de pimienta
- Pie de cerdo
- Arroz y guisantes: arroz guisado con frijoles y leche de coco. También conocido como "Escudo de armas de Jamaica".
- Arroz sazonado: calabaza o calalou y especias
- Arroz blanco
- Solomon gundy
- Ñame, yuca dulce, dasheen, plátanos verdes hervidos, papas (dulces e irlandesas) y albóndigas hervidas.
- Spinners: albóndigas.[2]
- Estofado de alubias.

### Panes y pastelería

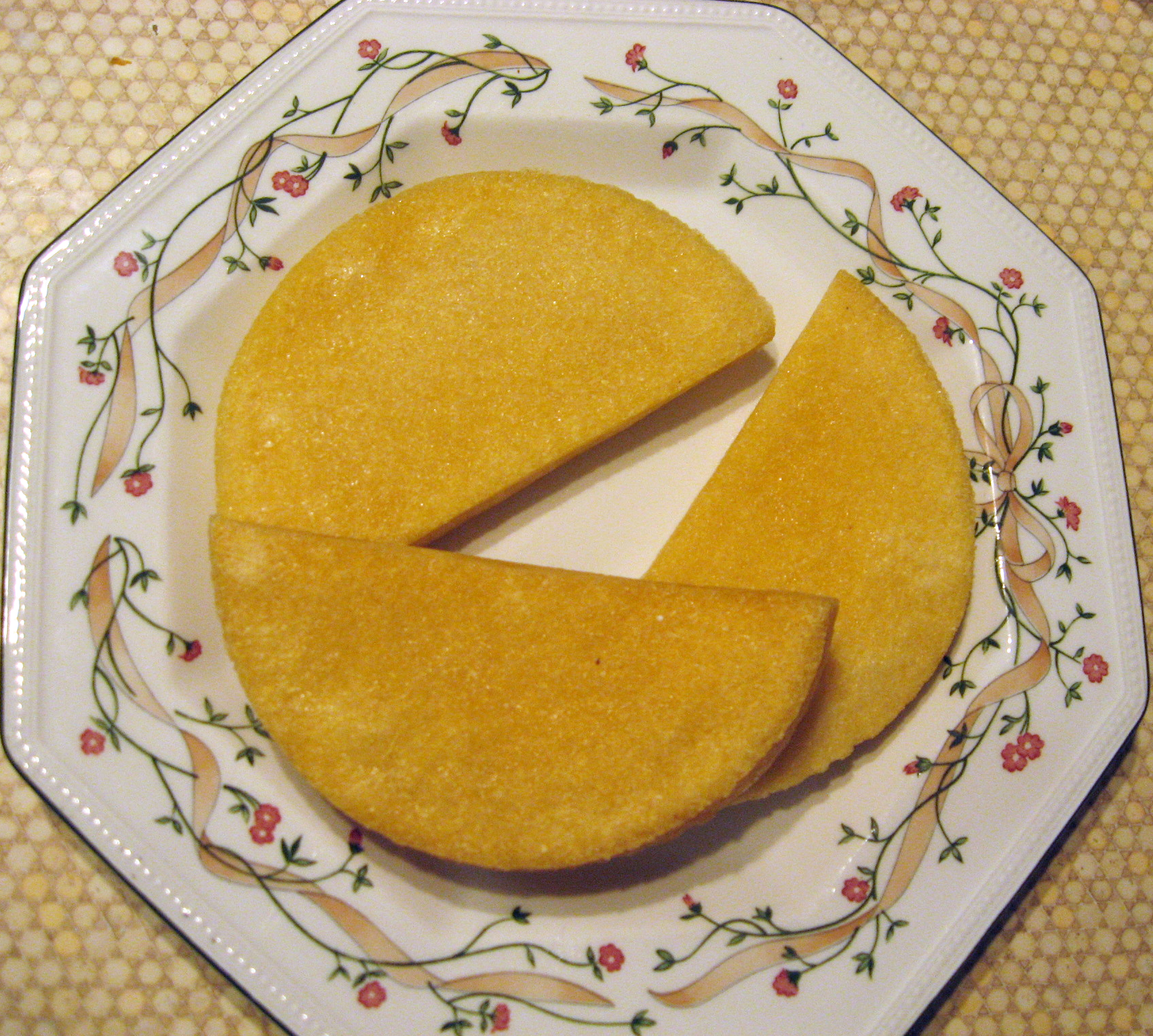
Pan plano bammy.

- Bammy
- Tortas de Bulla
- Pan de coco
- Gratercake
- Pan de masa dura
- Bollo especiado
- Pastel negro
- Pastel de ron

## Bebidas
- Té Bush
- Jugo de zanahoria con especias como nuez moscada y vainilla
- Jugo de pepino
- Cerveza de jengibre
- Ponche Guinness con especias como nuez moscada y vainilla
- Agua de Jamaica o té de hibisco

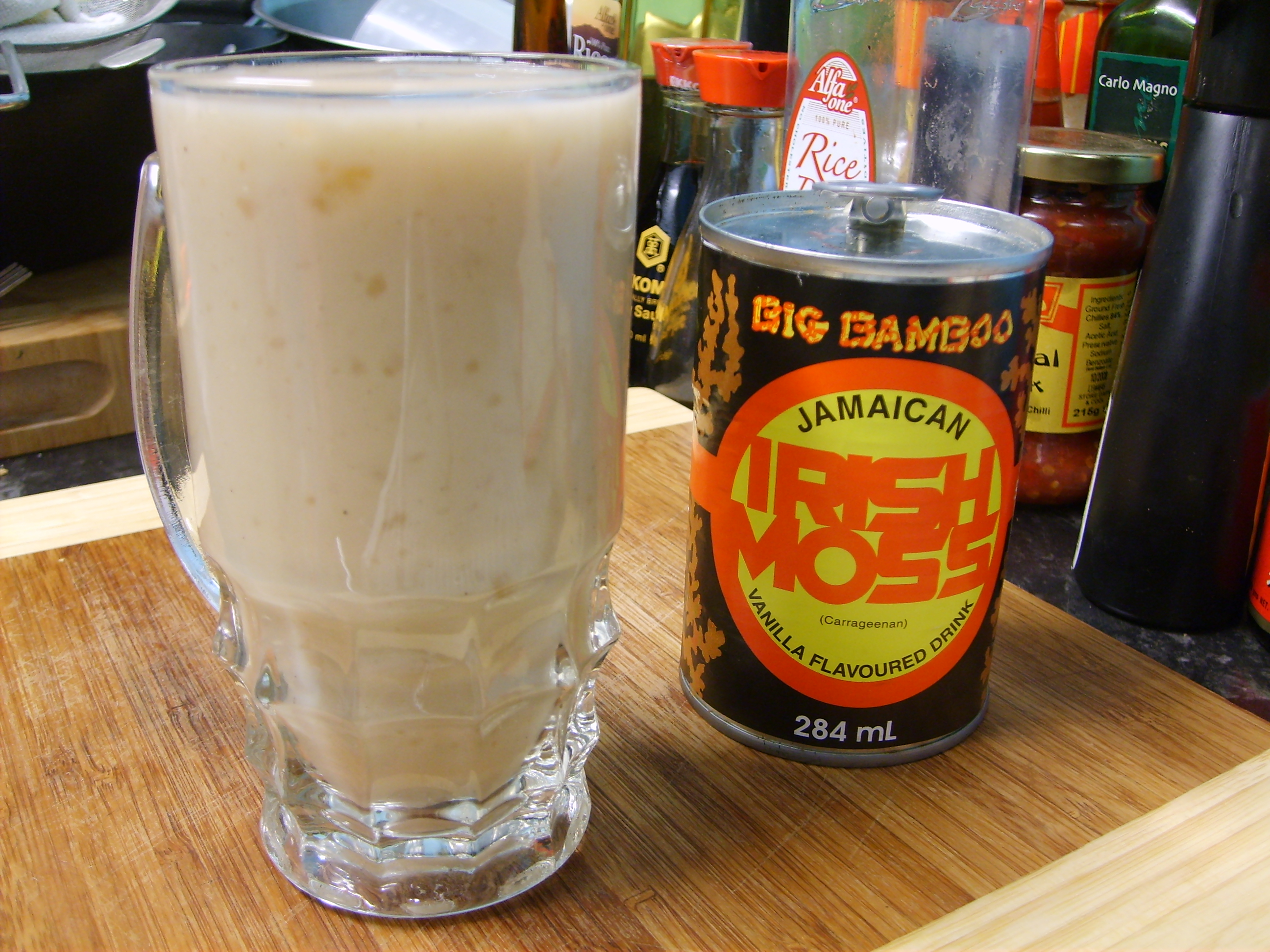
Irish Moss en lata y en vaso con hielo

- Irish Moss (o simplemente moss) un batido de leche con algas (agar gracilario y musgo irlandés).[3]
- Limada
- Zumo de mango
- Zumo de manzana Otaheite (manzana malaya)
- Peanut punch
- Zumo de guanábana
- Aguas de tamarindo
- Sky juice (agua o leche de coco con ron o gin)
- Suck-suck
- Tamarindo Fizz
- Ting soda - a menudo bebido en cóctel con ron blanco
- Refrescos de piña

## Postres
Helados de frutas como mango y guanábana. El helado jamaicano viene en sabores populares como grapenut y ron y pasas.
Otros postres populares incluyen budín de papa, gizzada (una pequeña cáscara de tarta con relleno de coco dulce especiado), grater cake, toto, (una pequeña torta de coco), buñuelos de plátano, drops de coco o tarta de plátano.
El tie-a-leaf o blue drawers, es un postre hecho de harina de maíz o yuca (u otro almidón) con leche de coco, luego envuelto y atado en hoja de plátano y hervido.
Asham es maíz seco y molido con azúcar moreno.
Los caramelos Bustamante Backbone, llamado así por el ex primer primer ministro jamaicano Alexander Bustamante.

## Comida jamaicana en el extranjero

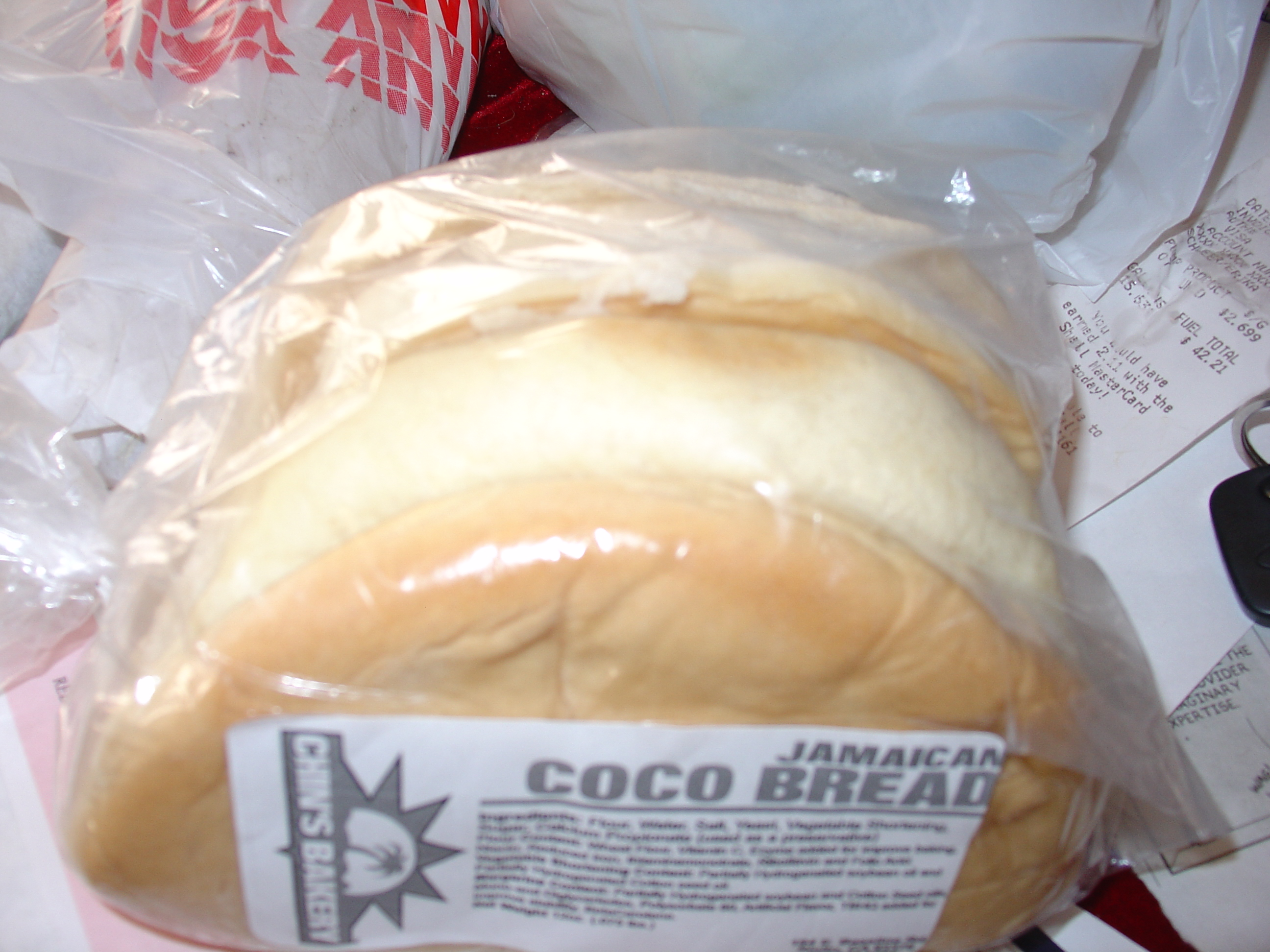
Pan de coco jamaicano en una panadería de Los Ángeles.

Es común encontrar comida jamaicana en toda América del Norte, en el Reino Unido y otros lugares con una población jamaicana considerable. En los Estados Unidos, hay una gran cantidad de restaurantes en Nueva York, Atlanta, Fort Lauderdale, Washington D. C., Filadelfia y otras áreas metropolitanas. En Canadá, se pueden encontrar restaurantes jamaicanos en el área metropolitana de Toronto, así como en Vancouver, Montreal y Ottawa. Los platos jamaicanos también figuran en los menús de Bahama Breeze, una cadena de restaurantes con sede en los EE. UU. propiedad de Darden Restaurants.
Golden Krust Caribbean Bakery & Grill es una cadena de alrededor de 120 restaurantes franquiciados que se encuentran en todo Estados Unidos. Estos restaurantes venden pattys, bollos, panes y otros platos jamaicanos. También suministran alimentos a varias instituciones en Nueva York.